# Zaommomyiella
Zaommomyiella is een geslacht van vliesvleugeligen uit de familie Eulophidae. De wetenschappelijke naam van dit geslacht is voor het eerst geldig gepubliceerd in 1913 door Girault.

## Soorten
Het geslacht Zaommomyiella omvat de volgende soorten:
- Zaommomyiella abnormis Girault, 1913
- Zaommomyiella oculata (Girault, 1913)
- Zaommomyiella persimilis Girault, 1915
- Zaommomyiella saintpierrei Girault, 1913
- Zaommomyiella sol Girault, 1915
- Zaommomyiella tintinnabulum Girault, 1915